# Ophiocara gigas
Ophiocara gigas — вид бичкоподібних риб родини Butidae. Описаний у 2023 році.

## Поширення
Ophiocara gigas поширена в Індо-Тихоокеанському регіоні. Вид зафіксований в Японії (архіпелаг Рюкю: острови Амамісіма, Окінава, Замамі, Куме, Ісігакі, Іріомоте та Йонагуні), на Філіппінах (острів Лусон), Палау, Мікронезії, Індонезії (острів Пелінг біля східного Сулавесі та Західне Папуа), Соломонових островах, Фіджі, Вануату та Новій Каледонії. Цей вид може траплятися у Папуа Новій Гвінеї (Нова Ірландія).

## Опис
Вирізняється двома широкими бежевими смугами на тілі і чорними плямами, розкиданими по тулубу.